# غلام بيمان
غلام بيمان (بالفارسية: غلام‌علی پیمان) (ولد عام 1937) هو طبيب عيون، وكاتب سير إيران. ولد في شيراز. و هو مخترع عملية تصحيح النظر باستعمال أشعة الليزر ليزك

## جوائز
حصل على جوائز منها:
- قلادة العلوم الوطنية الأمريكية في مجال التكنولوجيا والإبتكار (2011).